# بيزينوك
بيزينوك مدينة في غرب سلوفاكيا على بعد 20 كم من العاصمة براتيسلافا وتتبع أقليم براتيسلافا.

## توأمة
لبيزينوك اتفاقيات توأمة مع:
- ملادا بوليسلاف

## أعلام
- يوجين سوتشون